# TBWA\CHIAT\DAY

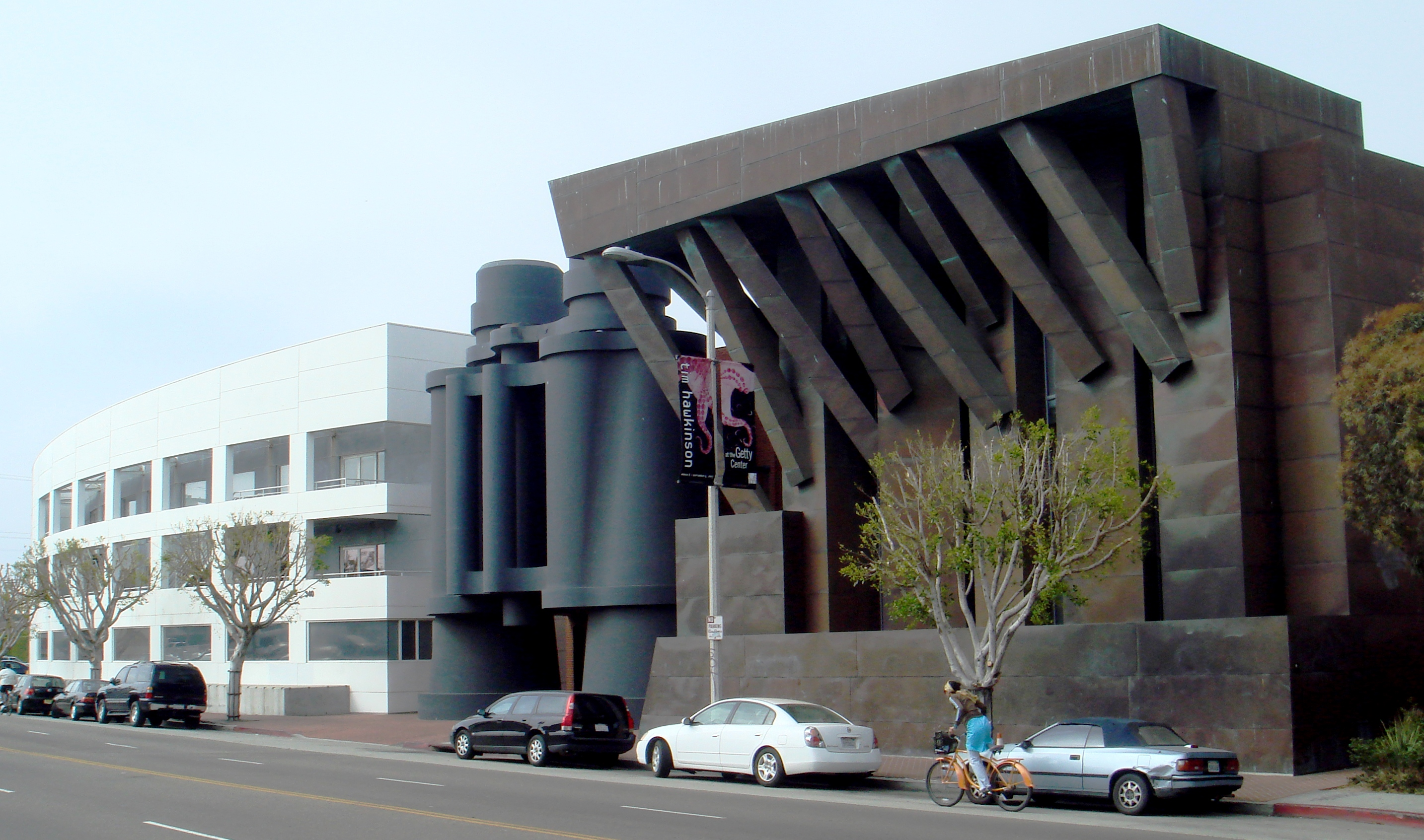
TBWACHIATDAY本社ビル。フランク・ゲーリーによる設計、隣の双眼鏡型の立体作品はクレス・オルデンバーグ作

TBWA\CHIAT\DAY（ティービーダブリューエー\シャイアット\デイ、\はバックスラッシュ）は、アメリカの広告代理店。

## 概要
1968年にジェイ・シャイアット (Jay Chiat) とガイ・デイ (Guy Day) によってカリフォルニア州ロサンゼルスで設立された。1990年代初めにBBDOやDDBを傘下に収める世界最大の広告代理店グループであるオムニコムグループに吸収合併された。その後1995年にTBWAと合併し、TBWAワールドワイドの一員のTBWA\CHIAT\DAYとなる。

### 評価
Apple（iPod含む）の一連の広告シリーズや、アディダス、タコベルの広告における斬新なクリエイティブやアイディアが世界中で高く評価され、カンヌ国際広告祭など数々の広告賞の受賞歴を持つ。

### 主なクライアント
- Apple
- アディダス
- アブソルート・ウォッカ
- タコベル
- フリスク
- 日産自動車
- ソニー・コンピュータエンタテインメント・アメリカ
- ディズニー・カリフォルニア・アドベンチャー